# Burna-Buriash I
Burna-Buriash I fue hijo y sucesor de Agum II en el trono de Babilonia. Gobernó en la primera mitad del siglo XVI  a.  C. Extendió su control sobre territorio acadio disputado por Puzur-Ashur III rey de Asiria (hacia 1520-1500 a. C.), entonces vasallo de Mitanni, prestando juramento para delimitar ambos reinos.
Eagamil, rey del País del Mar (desde la costa del golfo Pérsico hasta Der) inició una expedición contra Elam y los casitas y los elamitas invadieron su territorio; Eagamil retornó al país pero fue derrotado por los casitas que pusieron en el trono del País del Mar a Ulamburiash, con el título de Shar Mat TAMT (rey de Sumer y del País del Mar) según consta en un objeto (una cabeza de maza) encontrado en Babilonia.
Fue el padre de Kashtiliash III que le sucedió, y de Ulamburiash